# Les Prairies ordinaires
Les Prairies ordinaires est une maison d'édition créée en 2002, qui s'inscrit dans le mouvement de revivification de l'édition indépendante, perceptible en France depuis les années 1990 (avec notamment la création des éditions Amsterdam, Agone, La Dispute, La Fabrique).
La société exploitante portait le nom de Remae,.

## Présentation

### Ligne éditoriale
Les Prairies ordinaires se sont d'abord signalées par le lancement de « Contrepoints », une collection d'entretiens au long cours avec certaines figures de la recherche, de la littérature et de l'édition (Arlette Farge, Véronique Nahoum-Grappe, Éric Hazan, Pierre Bergounioux). Elle fait partie des éditeurs de la gauche radicale.
Les Prairies ordinaires ont ensuite proposé des essais de forme plus traditionnelle aux frontières de la théorie et de la politique (Mathieu Potte-Bonneville, Philippe Artières, Jeanne Favret-Saada, Pascal Michon).
À l'automne 2007, Les Prairies ordinaires lancent, sous la direction de François Cusset, « Penser/Croiser », une collection de textes courts en traduction de théoriciens critiques étrangers, notamment anglophones, peu ou pas traduits en français (Wendy Brown, Stanley Fish, Fredric Jameson, David Harvey).

### Diffusion
Les Prairies ordinaires est diffusé et distribué en librairie par Les Belles Lettres.

### Liquidation judiciaire et suite
Le 30 mars 2016 la société Remae est placée en liquidation judiciaire.
En janvier 2017, les Éditions Amsterdam reprennent la marque « Les Prairies ordinaires ».